# Pigułka wiedzy
Pigułka wiedzy (ang. knowledge pills) – mała jednostka wiedzy utrwalonej w formacie multimedialnym, tworzona przez eksperta w danej dziedzinie, którą można wykorzystać just-in-time.

## Idea pigułek wiedzy
Metodyka pigułek wiedzy zakłada wykorzystanie krótkich wskazówek multimedialnych (filmów instruktażowych) przedstawiających prawidłowy, łatwy do zrozumienia i naśladowania sposób wykonania danej czynności lub procedury. Nagranie nie powinno być dłuższe niż 5 minut i ma udzielać odpowiedź na jedno konkretne pytanie/wyjaśniać daną problematyczną kwestię. Pigułki wiedzy tworzone są w odpowiedzi na określone potrzeby firmy i są jej własnością. Tworzone są za pomocą kamery wideo, aparatu fotograficznego, telefonu komórkowego lub programów do nagrywania screencastów.

## Zalety pigułek wiedzy
- uniwersalność i powtarzalność (materiały mogą być odtwarzane wielokrotnie)
- łatwa dystrybucja (format elektroniczny umożliwia rozpowszechnianie materiału wieloma kanałami)
- możliwość uczenia w dowolnym miejscu i czasie
- niskie koszty tworzenia materiału
- usprawnienie komunikacji i przepływu informacji